# Marigny (Saona i Loira)
Marigny és un municipi francès, situat al departament de Saona i Loira i a la regió de Borgonya - Franc Comtat. L'any 2007 tenia 134 habitants.

## Demografia

### Població
El 2007 la població de fet de Marigny era de 134 persones. Hi havia 52 famílies, de les quals 8 eren unipersonals (8 homes vivint sols), 20 parelles sense fills, 20 parelles amb fills i 4 famílies monoparentals amb fills.
La població ha evolucionat segons el següent gràfic:
Habitants censats

### Habitatges
El 2007 hi havia 69 habitatges, 51 eren l'habitatge principal de la família, 8 eren segones residències i 10 estaven desocupats. 68 eren cases i 1 era un apartament. Dels 51 habitatges principals, 38 estaven ocupats pels seus propietaris i 13 estaven llogats i ocupats pels llogaters; 1 tenia una cambra, 3 en tenien dues, 3 en tenien tres, 11 en tenien quatre i 34 en tenien cinc o més. 38 habitatges disposaven pel capbaix d'una plaça de pàrquing. A 25 habitatges hi havia un automòbil i a 26 n'hi havia dos o més.

### Piràmide de població
La piràmide de població per edats i sexe el 2009 era:
| Homes | Edats   | Dones |
| ----- | ------- | ----- |
| 0     | 95 o +  | 0     |
| 0     | 90 a 94 | 0     |
| 0     | 85 a 89 | 0     |
| 0     | 80 a 84 | 0     |
| 0     | 75 a 79 | 0     |
| 0     | 70 a 74 | 0     |
| 4     | 65 a 69 | 0     |
| 4     | 60 a 64 | 0     |
| 8     | 55 a 59 | 0     |
| 4     | 50 a 54 | 12    |
| 8     | 45 a 49 | 12    |
| 4     | 40 a 44 | 8     |
| 0     | 35 a 39 | 0     |
| 4     | 30 a 34 | 0     |
| 4     | 25 a 29 | 0     |
| 8     | 20 a 24 | 12    |
| 0     | 15 a 19 | 4     |
| 4     | 10 a 14 | 12    |
| 0     | 5 a 9   | 4     |
| 0     | 0 a 4   | 4     |

## Economia
El 2007 la població en edat de treballar era de 93 persones, 66 eren actives i 27 eren inactives. De les 66 persones actives 62 estaven ocupades (34 homes i 28 dones) i 4 estaven aturades (2 homes i 2 dones). De les 27 persones inactives 15 estaven jubilades, 5 estaven estudiant i 7 estaven classificades com a «altres inactius».

### Ingressos
El 2009 a Marigny hi havia 57 unitats fiscals que integraven 153 persones, la mediana anual d'ingressos fiscals per persona era de 16.834 €.

### Activitats econòmiques
Dels 4 establiments que hi havia el 2007, 1 era d'una empresa de comerç i reparació d'automòbils, 1 d'una empresa d'hostatgeria i restauració, 1 d'una empresa de serveis i 1 d'una empresa classificada com a «altres activitats de serveis».
L'únic servei als particulars que hi havia el 2009 era un restaurant.
L'any 2000 a Marigny hi havia 21 explotacions agrícoles que ocupaven un total de 1.470 hectàrees.

## Poblacions més properes
El següent diagrama mostra les poblacions més properes.